# باغ امیربکنده
باغ امیربکنده، روستایی است از توابع بخش خشکبیجار شهرستان رشت در استان گیلان ایران.

## جمعیت
براساس سرشماری مرکز آمار ایران در سال 1390، جمعیت آن 785 نفر (196خانوار) بوده‌است.